# Erysimum bicolor
Erysimum bicolor és una espècie de planta de la família de les Brassicàcies, la qual pot ser trobada freqüentment localment en zones baixes i forestals de Tenerife, La Palma, El Hierro i La Gomera, fins als 1000 m d'altitud.
És un arbust petit, parcialment llenyós a la base, i que mesura entre 60 i 100 cm d'alçada. Les fulles són estretes, lanceolades, amb les vores lleugerament dentades. Les inflorescències normalment són laxes, amb la corol·la de color lila, violeta o blanquinosa.

## Galeria

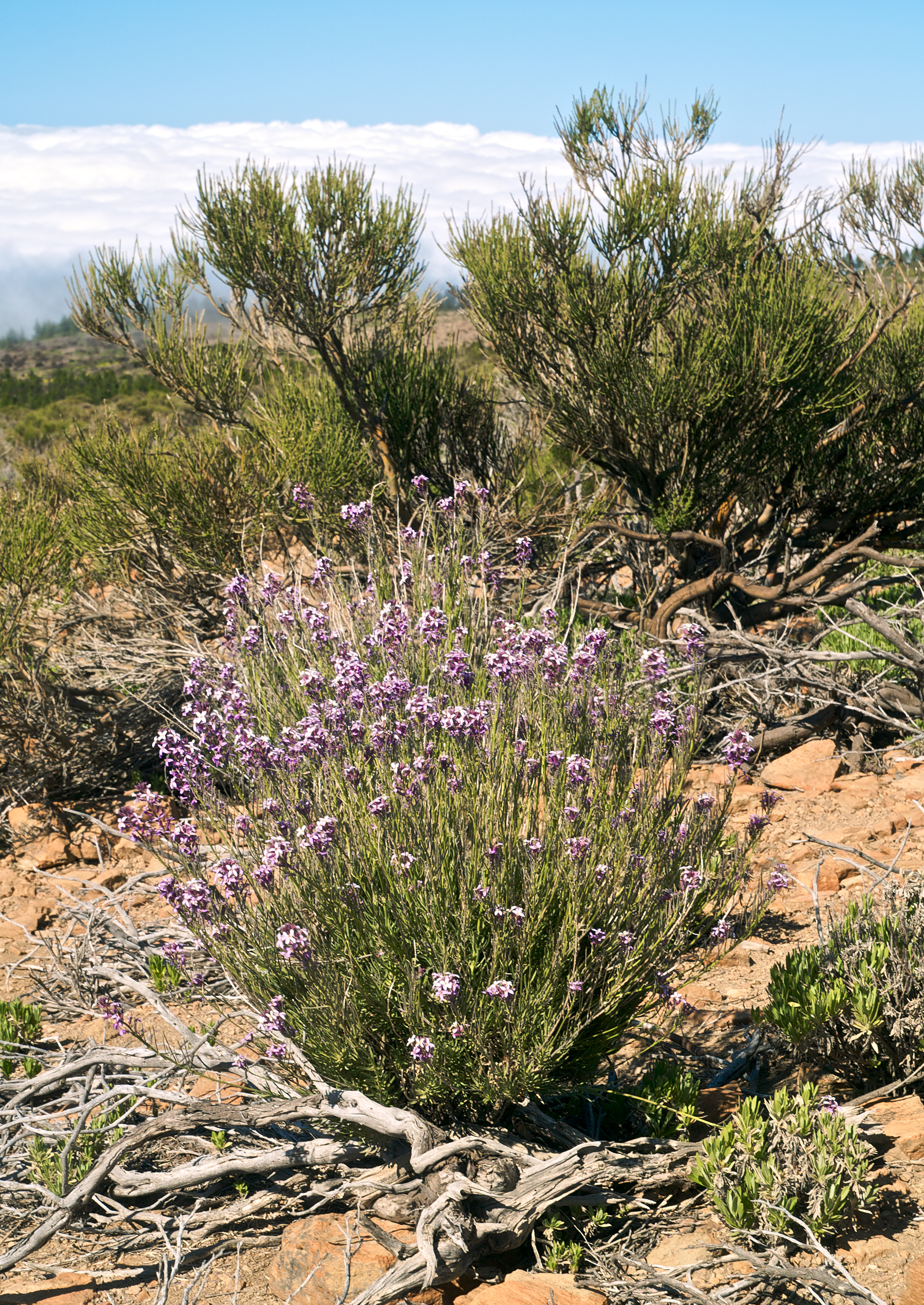
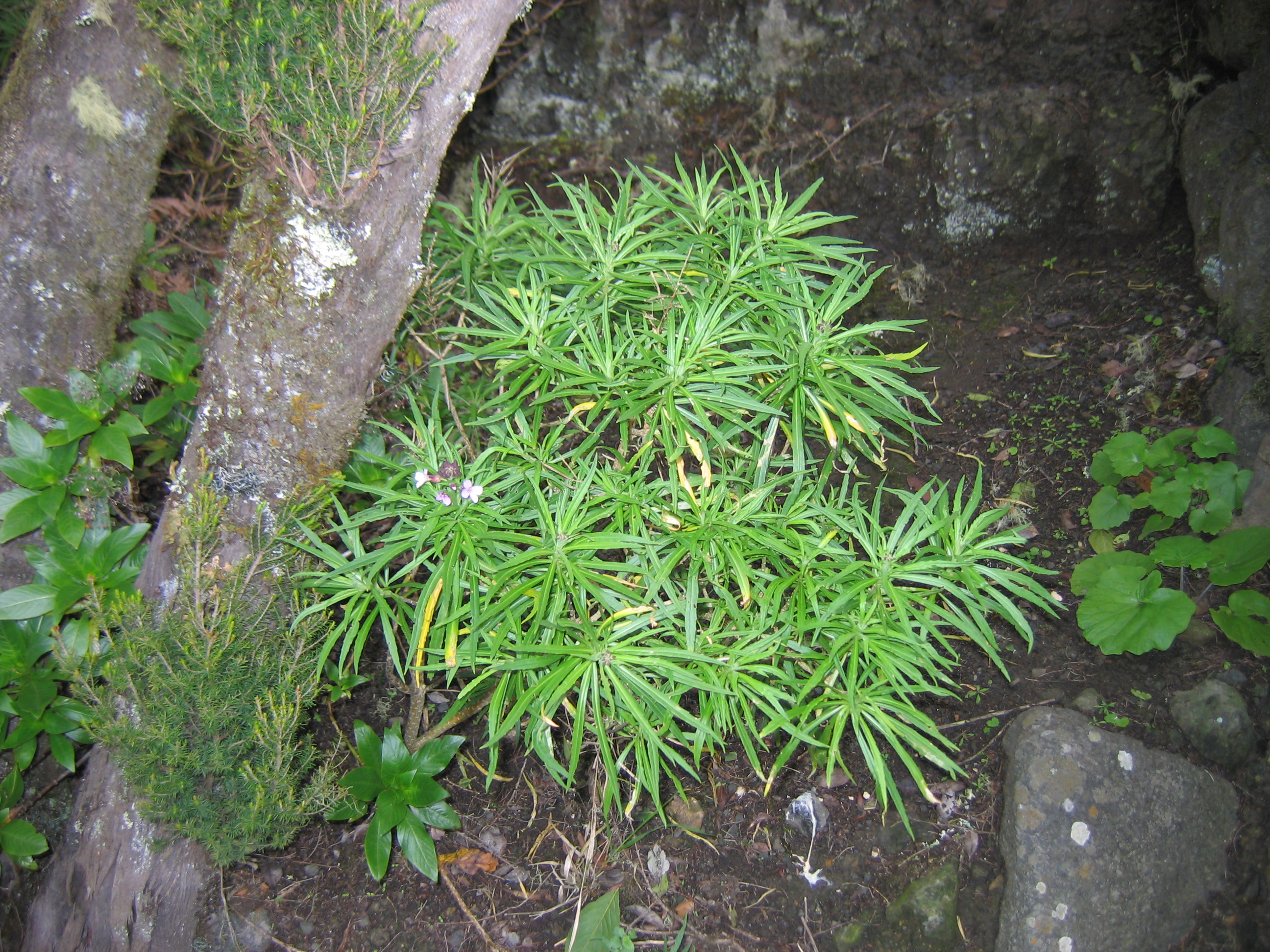
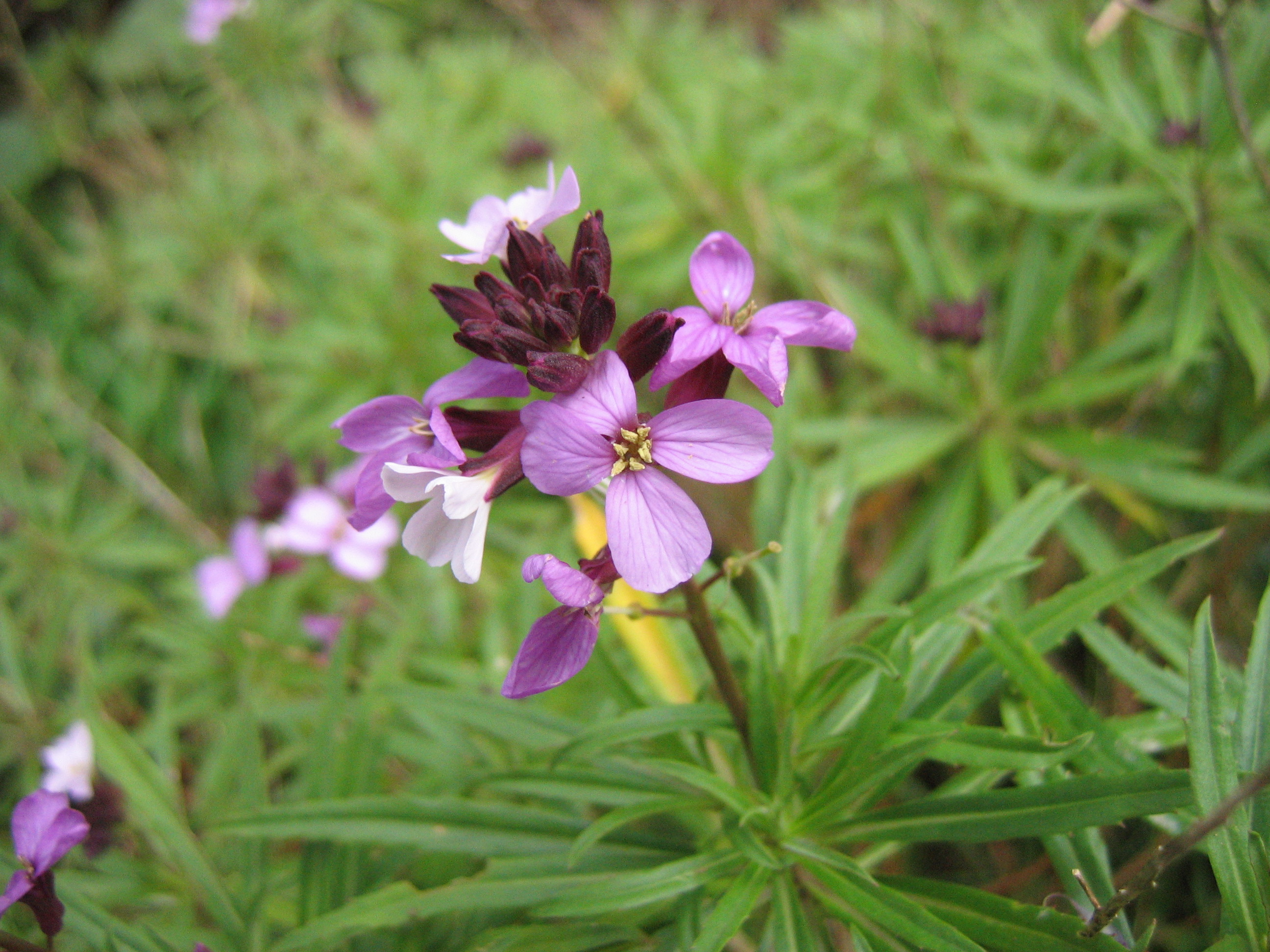